# 米氏壯鯻
米氏壯鯻（學名：Pingalla midgleyi）為鱸形目鱸亞目鯻科的其中一種，分布於大洋洲澳洲北領地鱷魚河(Alligator River)、凱薩琳河(Katherine River)及達利河(Daly River)流域，為特有種，體成紡錘型，側扁，體呈銀色，腹部白色，口略下位，尾鰭叉形，體長可達15公分，成魚棲息在水流緩慢，沙泥底質、陽光充足的溪流、水塘底中層水域，可忍受水溫23°-35°C之間的溫度和4.5-7.0之間的pH值，以藻類和有機碎屑為食，繁殖期在夏季，成魚會保護卵並搧動魚鰭提供足夠的氧，生活習性不明，可做為觀賞魚。

## 擴展閱讀
維基物種上的相關：米氏壯鯻